# Seinäjoki
Seinäjoki is een gemeente en stad in de Finse provincie West-Finland en in de Finse regio Zuid-Österbotten. De gemeente heeft een landoppervlakte van 1.431,77 km² en telt 65.323 inwoners (2022).
In 2005 ging Peräseinäjoki op in Seinäjoki. In 2009 volgden de gemeenten Nurmo en Ylistaro.

## Evenementen
- Tango Dansfestival, grootste evenement in Finland met ongeveer 100.000 bezoekers;
- Provinssirock, rockfestival met jaarlijks meer dan 60.000 bezoekers;
- IJsbaan Jääurheilukeskus waar o.a. het WK junioren is verreden.

## Sport
Voetbalclub SJK komt uit Seinäjoki en speelt de thuiswedstrijden in het OmaSP-Stadion. Het werd in het seizoen 2015 voor het eerst Fins landskampioen.
De stad heeft een kunstijsbaan genaamd Jääurheilukeskus waarop geregeld schaatskampioenschappen worden verreden. Zo vonden er in 1995, 2000, 2005 en 2011 de WK junioren plaats.

## Geboren in Seinäjoki
- Olli Rahnasto (1965), tennisser
- Mari Kiviniemi (1968), politicus
- Arto Saari (1981), skateboarder
- Tero Pitkämäki (1982), speerwerper
- Veli Lampi (1984), voetballer
- Tarec Saffiedine (1986), MMA-vechter

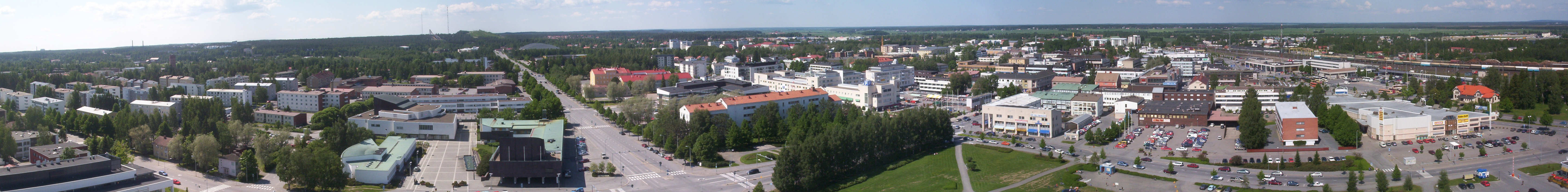
Seinäjoki (2005)

- Tero Mäntylä (1991), voetballer

Ähtäri · Alajärvi · Alavus · Evijärvi · Ilmajoki · Isojoki · Isokyrö · Karijoki · Kauhajoki · Kauhava · Kuortane · Kurikka · Lappajärvi · Lapua · Seinäjoki · Soini · Teuva · Vimpeli
Voormalige gemeenten:
Alahärmä · Jalasjärvi · Jurva · Kortesjärvi · Lehtimäki · Nurmo · Peräseinäjoki · Töysä · Ylihärmä · Ylistaro